# Admiral Gorškov (letalonosilka)
Admiral Flota Sovjetskogo Sojuza Gorškov (rusko Адмира́л фло́та Сове́тского Сою́за Горшко́в) je bila letalonosilka/letalonosilna križarka razreda Krečjet Sovjetske vojne mornarice.
Njen gredelj je bil položen	17. februarja 1978, splavljena je bila 1. aprila 1982, v uporabo pa je bila dana 11. decembra 1987. Postala je del Severne flote. Leta 2004 je bila prodana Iindiji. Po obsežni modernizaciji v ladjedelnici Sevmaš je bila 16. novembra 2013 bila predana v uporabo v Indijski vojni mornarici kot Vikramaditja.
Letalonosilke razreda Krečjet so bile prve sovjetske letalonosilke za zrakoplove s fiksnimi krili, sicer pa so na njej tudi rotorski zrakoplovi – helikopterji. Poleg tega so bile oborožene tudi s protiladijskimi raketami, protiletalskimi raketami in torpedi.
Konec 60. let 20. stoletja je po prizadevanjih maršala Dmitrija Fjodoroviča Ustinova Sovjetska zveza začela s konstrukcijo nove protipodmorniške ladje z letalsko oborožitvijo. Posledično je bila 2. septembra 1968 sprejeta vladna uredba 685-251 o prekinitvi gradnje nosilk helikopterjev razreda Kondor in začetku gradnje protipodmorniške križarke projekta 1143 Krečjet z letalsko oborožitvijo. Nevski projektno-konstruktorski biro je razvil več konstrukcijskih različic ladje, od katerih je bil projekt, ki je bil najbolj kompatibilen s projektom Kondor, sprejet 30. aprila 1970.